# Josep Gonzalvo
Josep Gonzalvo Falcón (ur. 16 stycznia 1920 w Mollet del Vallès, zm. 1978) – piłkarz hiszpański grający na pozycji obrońcy lub pomocnika, a po zakończeniu kariery trener katalońskiej drużyny FC Barcelona w latach 1962–1963. Jego poprzednikiem był Ladislao Kubala, a następcą Cesar Rodriguez.
Jako piłkarz Gonzalvo występował w takich klubach jak: SD Ceuta, CE Sabadell FC, FC Barcelona i Real Saragossa. 8-krotnie wystąpił w reprezentacji Hiszpanii. W 1950 roku był w jej kadrze na mistrzostwach świata w Brazylii, na których zajął z Hiszpanią 4. miejsce.